# Bubu-ui segye
 (кореј. 부부의 세계, срп. Паров свет) јужнокорејска је телевизијска серија продукцијске куће JTBC, снимана 2020.

## Улоге
| Глумац:     | Улога:       |
| ----------- | ------------ |
| Ким Хи-е    | Ји Сун-у     |
| Парк Хе-јун | И Те-о       |
| Хан Со-хи   | Јео Да-киунг |